# Kirsty Sword Gusmão

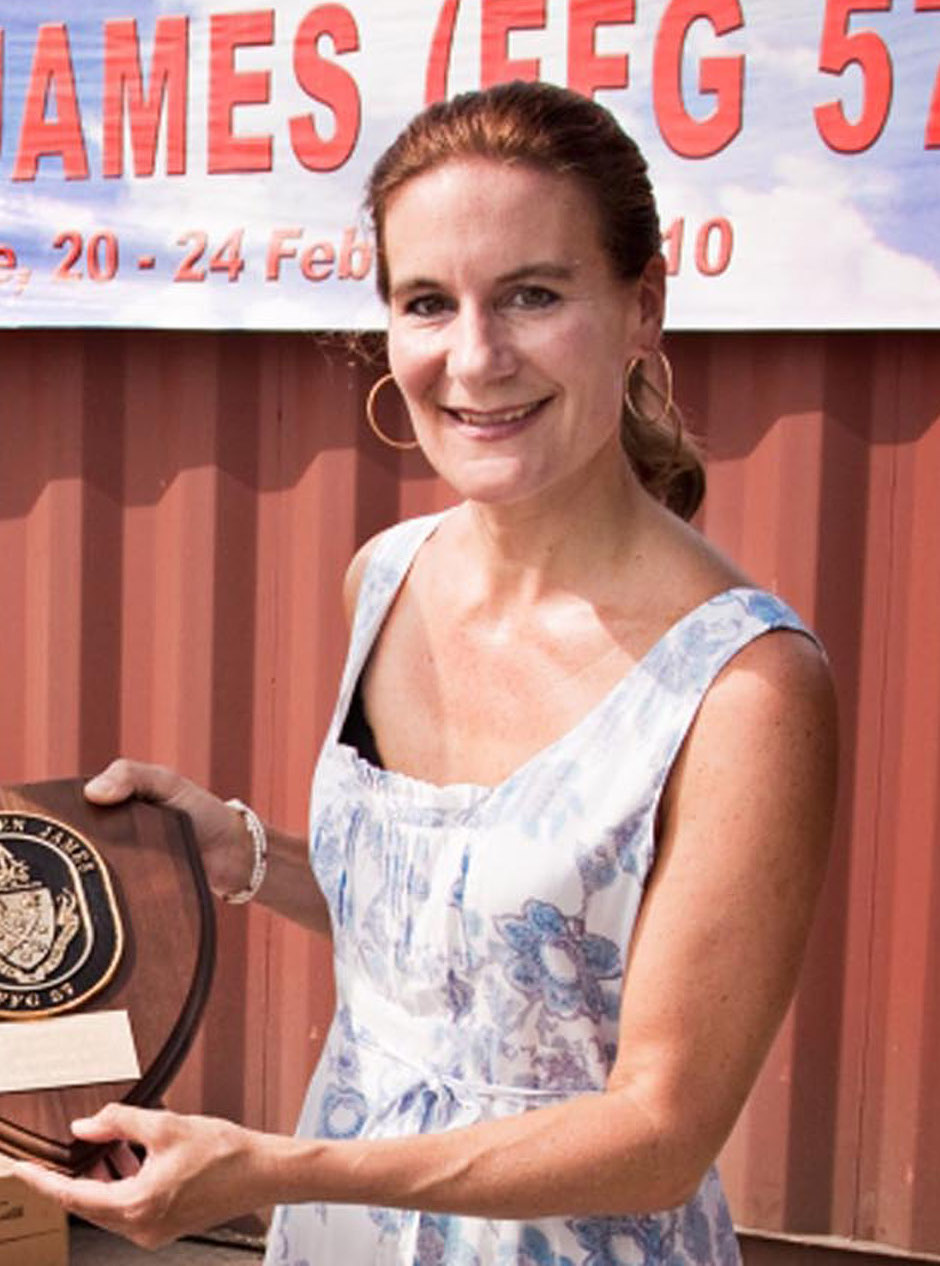
Kirsty Sword Gusmão (2010)

Kirsty Sword Gusmão (* 19. April 1966 in Melbourne/Australien) ist die ehemalige Ehefrau des osttimoresischen Politikers Xanana Gusmão. Sie spricht neben Englisch fließend Bahasa Indonesia, Portugiesisch und Tetum.

## Leben
Kirsty Sword ist die Tochter der Lehrer Brian und Rosalie Sword und wuchs in Melbourne und Bendigo auf. Sie war eine vielversprechende Balletttänzerin, entschied sich aber gegen diese Karriere. Die Universität Melbourne schloss Sword 1987 mit einem Bachelor of Arts (Honours) ab mit Schwerpunkt Bahasa Indonesia und Italienisch. Außerdem erhielt sie 1988 ein Diploma of Education.
Sword arbeitete bis 1991 als Verwaltungssekretärin im Overseas Service Bureau (heute: Australian Volunteers International). Danach ging sie zum Refugee Studies Program der britischen University of Oxford als Assistentin des Entwicklungskoordinators. Im selben Jahr reiste sie nach Osttimor als Forscherin und Dolmetscherin für den Dokumentarfilm In Cold Blood: The massacre of East Timor des Yorkshire Television, der über die politischen und sozialen Entwicklungen in dem besetzten Land berichtet.
Von 1992 bis 1996 lebte Kirsty Sword in Jakarta/Indonesien als Englischlehrerin, Entwicklungshelferin und Menschenrechtsaktivistin. Zur selben Zeit begann sie sich heimlich als Aktivistin und Spionin für den osttimoresischen Widerstand zu engagieren. Ihr Codename in der Widerstandsbewegung war Ruby Blade (Rubinklinge), später durch Xanana Gusmão umbenannt in Mukia.
Sword traf Xanana Gusmão erstmals 1994 während seiner sechsjährigen Gefangenschaft im Cipinang-Gefängnis in Jakarta. Der erste Kontakt entstand, als sie ihm über Briefe Englisch beibrachte, zu Weihnachten konnte sie sich ins Gefängnis einschmuggeln, indem sie behauptete, sie würde einen Onkel besuchen. Sie schmuggelte Nachrichten, Dokumente und Telefone zu Gusmão und bot osttimoresischen Widerstandskämpfern Unterschlupf in Jakarta.
Xanana Gusmão wurde 1999 entlassen und die beiden heirateten ein Jahr später in Dili, wo sie seitdem leben. Mit Bekanntwerden ihrer Tätigkeit im osttimoresischen Widerstand, wurde Kirsty 2002 die australische Genehmigung als Entwicklungshelferin entzogen. Insgesamt haben Kirsty und Xanana Gusmão drei Söhne: Alexandre, Kay Olok und Daniel. Ab 2002 war Xanana Gusmão bis 2007 Präsident des nun unabhängigen Osttimor. Von 2007 bis 2015 war er Premierminister und ist nun Minister der VI. Regierung des Landes.
Kirsty Sword Gusmão ist die Gründerin der Alola Foundation, die sich für die Frauen in Osttimor einsetzt. 2003 veröffentlichte sie ihre Autobiografie A Woman of Independence.
Während der Unruhen in Osttimor 2006 gab sie Interviews und besuchte an Stelle ihres Mannes, der sich aufgrund eines Rückenleidens nicht bewegen konnte, australische Truppen in Osttimor.
2007 wurde Sword Gusmão von Staatspräsident Ramos-Horta als Botschafterin für Bildung in der Demokratischen Republik Timor-Leste vereidigt. Sie vertritt in diesem Ehrenamt nun Osttimor bei internationalen Anlässen zum Thema Bildung und soll den Dialog zwischen den verschiedenen Interessengruppen beim Thema Bildung, wie Staat, Kirche, internationale, nationale und Nichtregierungsorganisationen erleichtern.
2013 überstand Sword Gusmão eine Brustkrebserkrankung. Sie kündigte an, sich für die Krebsfrüherkennung und -bekämpfung in Osttimor einzusetzen.
2015 ließen sich Xanana und Kirsty scheiden. Im selben Jahr erhielt Kirsty die Medaille des Ordem de Timor-Leste.